# Maximilian Gläßl
Maximilian Gläßl (* 13. März 1997 in Marktredwitz) ist ein deutscher Eishockeyspieler, der zuletzt bis zum Ende der Saison 2024/25 beim VER Selb aus der DEL2 unter Vertrag gestanden und dort auf der Position des Verteidigers gespielt hat. Zuvor war Gläßl unter anderem für die Straubing Tigers, Krefeld Pinguine und Löwen Frankfurt in der Deutschen Eishockey Liga (DEL) aktiv.

## Karriere

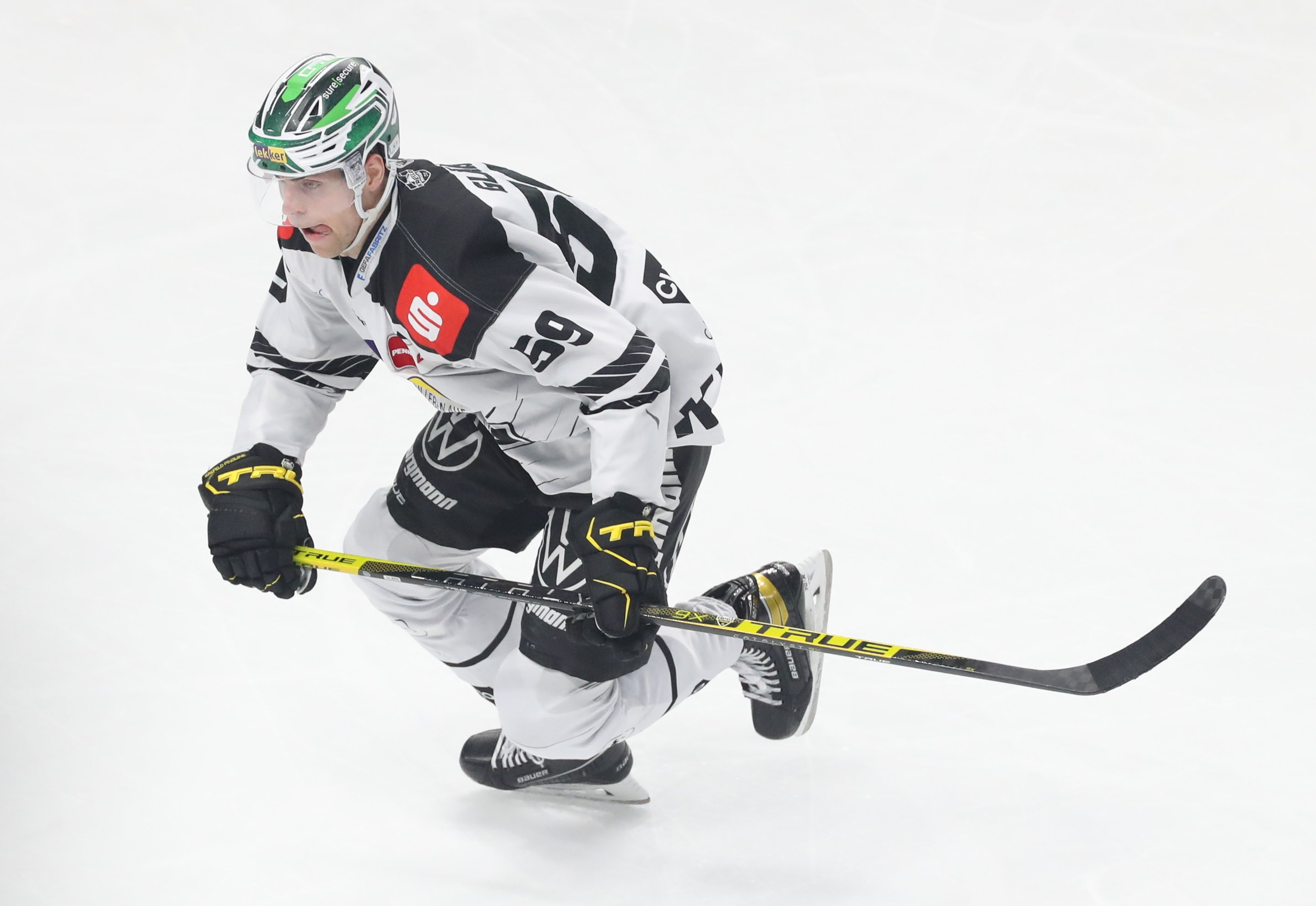
Gläßl im Trikot der Krefeld Pinguine (2022)

Maximilian Gläßl stammt aus der Gemeinde Waldershof in der Oberpfalz. Das Eishockeyspielen erlernte er beim EHC Stiftland Mitterteich. Nach Stationen beim VER Selb und beim EV Regensburg schlug der Teenager einen für deutsche Nachwuchsspieler eher ungewöhnlichen Weg ein und wechselte nach Finnland. In den dortigen Juniorenligen lief der Verteidiger für die Espoo Blues und den HIFK Helsinki auf. Während dieser Zeit lebte Gläßl bei der Familie des ehemaligen finnischen Nationalspielers und DEL-Akteurs Niklas Hede. Den Kontakt stellte Sven Gerike her, der damalige Juniorentrainer in Regensburg. Danach vermittelten ihn Scouts zum Nachwuchsteam vom EC Red Bull Salzburg, wo er in der multinationalen Juniorenliga MHL und der Erste Bank Young Stars League (EBYSL) auf dem Eis stand.
Im CHL Import Draft 2015 wurde der Verteidiger von den Moncton Wildcats in der zweiten Runde an 109. Position ausgewählt. Er verließ Österreich und spielte mit Beginn der Saison 2015/16 für die Wildcats in der Ligue de hockey junior majeur du Québec (LHJMQ). Dort belegte er neben Manuel Wiederer eine der beiden zulässigen Ausländerstellen. Allerdings wurde Gläßl noch im selben Jahr für den Tschechen Václav Karabáček zu den Drakkar de Baie-Comeau transferiert. Zur folgenden Saison verpflichteten ihn die Straubing Tigers aus der Deutschen Eishockey Liga (DEL) und liehen ihn per Förderlizenz an die Löwen Frankfurt aus der DEL2 aus. Gleich in seiner ersten Spielzeit gewann Gläßl mit den Löwen die Zweitligameisterschaft. Nach einem weiteren Jahr in Frankfurt wechselte er fest nach Straubing.
Nach zwei Jahren in Straubing, in denen er auch per Förderlizenz für den Deggendorfer SC, die Tölzer Löwen und den EV Landshut spielte, wechselte er im Januar 2021 zum Ligarivalen Krefeld.
Im Sommer 2022 schloss sich Gläßl erneut den mittlerweile in die DEL aufgestiegenen Löwen Frankfurt an, konnte sich dort jedoch nicht durchsetzen. Daher erhielt er im Februar 2023 die Freigabe für einen Wechsel zum VER Selb aus der DEL2, bei dem er einen Fünfjahresvertrag erhielt. Am Ende der Spielzeit 2024/25 stieg er mit den Wölfen in die Oberliga ab.

### International
Gläßl führte die deutsche U17-Nationalmannschaft bei der World U17-Challenge im Januar 2014 als Assistenzkapitän auf das Eis. Anschließend spielte er mit der deutschen U18-Auswahl bei der Weltmeisterschaft 2015 in der Top-Division. 2016 und 2017 stand der Verteidiger für die deutsche U20-Nationalmannschaft in der Division I auf dem Eis.

## Spielweise
Maximilian Gläßl wird als two-way-defenseman beschrieben, der vor dem eigenen Tor für Ordnung sorgt, in der Lage ist, einen guten Aufbaupass zu spielen sowie auch offensive Akzente zu setzen. Zudem gilt er körperlich kräftiger Spieler und als sehr ehrgeizig.

## Erfolge und Auszeichnungen
- 2012 Deutscher Jugendmeister mit dem EV Regensburg
- 2015 Österreichischer U18-Meister mit dem EC Red Bull Salzburg
- 2017 DEL2-Meister mit den Löwen Frankfurt

## Karrierestatistik
Stand: Ende der Saison 2024/25

### International
Vertrat Deutschland bei:
- U18-Junioren-Weltmeisterschaft 2015
- U20-Junioren-Weltmeisterschaft der Division IA 2016
- U20-Junioren-Weltmeisterschaft der Division IA 2017

(Legende zur Spielerstatistik: Sp oder GP = absolvierte Spiele; T oder G = erzielte Tore; V oder A = erzielte Assists; Pkt oder Pts = erzielte Scorerpunkte; SM oder PIM = erhaltene Strafminuten; +/− = Plus/Minus-Bilanz; PP = erzielte Überzahltore; SH = erzielte Unterzahltore; GW = erzielte Siegtore; 1 Play-downs/Relegation; Kursiv: Statistik nicht vollständig)